# Ziegelbrücke (Mikulov)

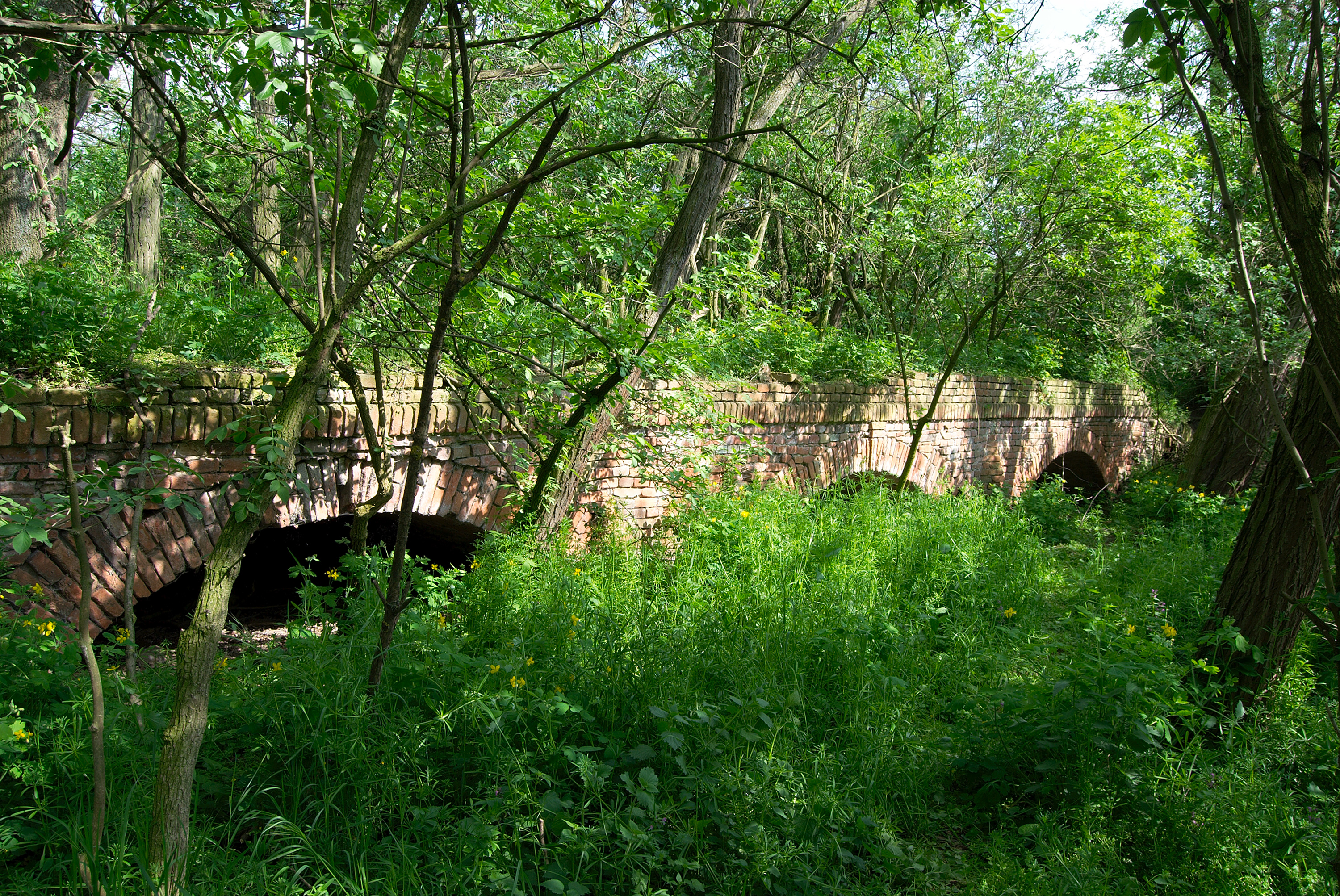
Westlicher Teil der Brücke (2014)

Die Ziegelbrücke (tschechisch Cihlový most) zur Portz-Insel ist eine barocke Bogenbrücke auf dem Gebiet der Stadt Mikulov im Okres Břeclav in Tschechien. Sie liegt nahe der Grenze zu Österreich.

## Beschreibung
Die aus Ziegelsteinen gemauerte Brücke hat eine Länge von über 100 Metern und führt von Süden über den Rybniční potok/Mühlbach zur ehemaligen Portz-Insel. Die Ziegelbrücke ist seit 1995 zusammen mit dem Schloss Portz als Kulturdenkmal geschützt.

## Geschichte

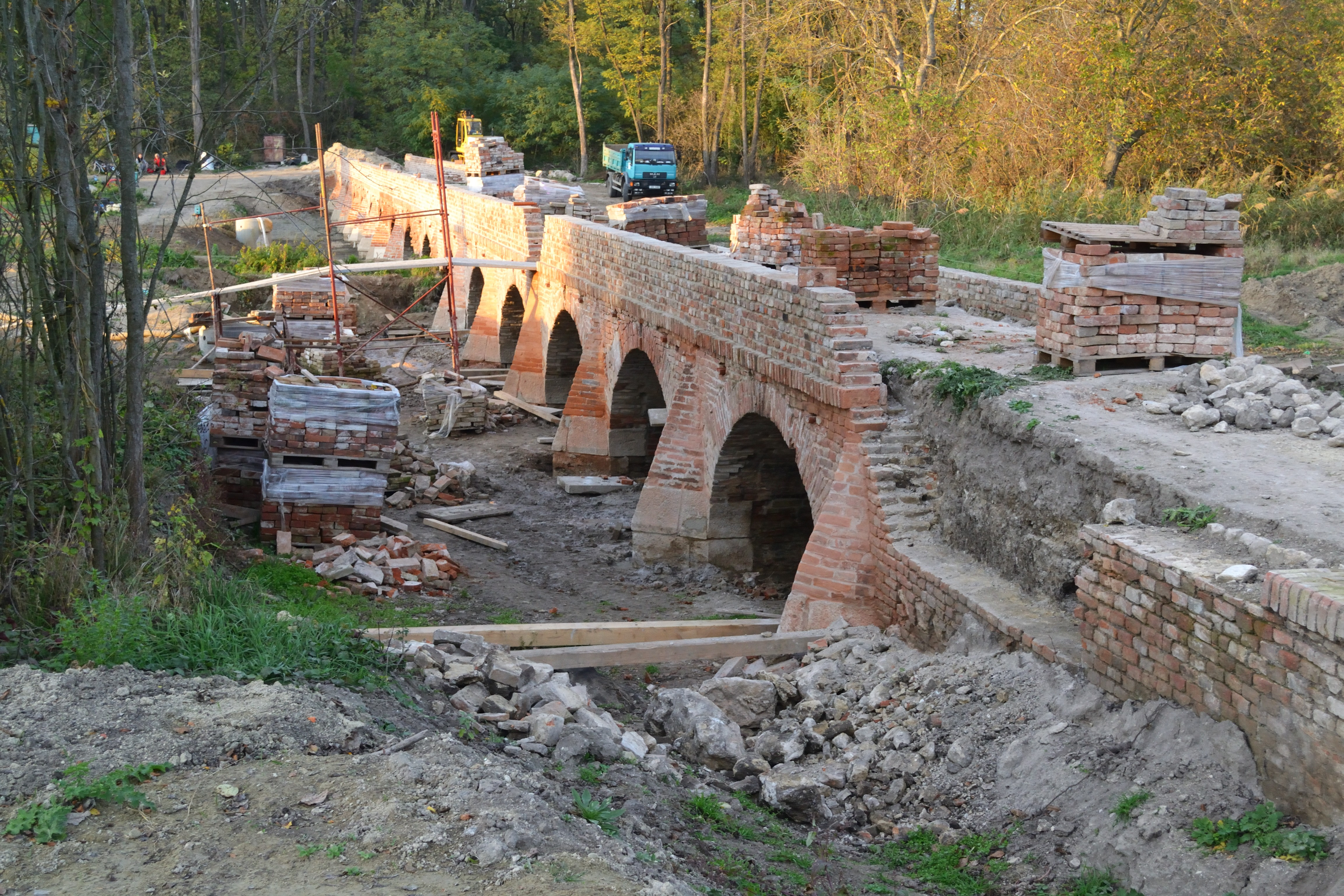
Die Ziegelbrücke während der Rekonstruktion

Im Jahre 1629 ließ der Besitzer der Herrschaften Nikolsburg und Steinabrunn Franz Seraph von Dietrichstein, die auf der Grenze zwischen der Markgrafschaft Mähren und dem Erzherzogtum Österreich unter der Enns  gelegene Insel im Lehteich befestigen und auf dem mährischen Teil das Schlösschen Insel, später Jagdschloss Portz, errichten. Zu Beginn der 1630er Jahre entstand als einzige Zufahrt zum Schlösschen, von der Fahrstraße von Drasenhofen zur Lehmühle bei Voitelsbrunn abzweigend, eine repräsentative Brücke über den Teich. Die Ziegelbrücke lag ursprünglich gänzlich auf niederösterreichischem Gebiet.
1826 wurde in einem Vertrag zwischen den Herrschaften Nikolsburg und Steinabrunn der gesamte Porzteich einschließlich der Insel Porz der mährischen Herrschaft Nikolsburg zugeordnet. Damit wurde die Ziegelbrücke zu einer Grenzbrücke, die von Steinebrunner Flur zur mährischen Insel führte. Um 1855 wurde der Porzteich abgelassen, trockengelegt und seine Fluren parzelliert. Durch den Bau der Lundenburg-Nikolsburg-Grußbacher Eisenbahn, die 1872 auf einem Damm über die Teichstätte und die Insel geführt wurde, war die Ziegelbrücke vom Schloss Portz abgeschnitten und verlor dadurch jegliche Bedeutung. Zum Schloss Portz führten neue Fahrwege von Nikolsburg und dem Fischerhäusel über die Teichstätte. Durch den Vertrag von Saint-Germain wurden die nordöstlichen Fluren von Steinebrunn im Jahre 1920 der neu gegründeten Tschechoslowakei zugeschlagen und der Gemeinde Voitelsbrunn/Sedlec zugeordnet. 
Zu Beginn der 1950er wurde der ehemalige Porzteich unter dem neuen Namen Nový rybník in kleinerer Dimension bis zum Bahndamm wieder angestaut. Der südlich der Eisenbahn gelegene Teil der Teichstätte mit der Ziegelbrücke lag seit 1949 im unzugänglichen Grenzgebiet und wurde sich selbst überlassen. Die Brücke wurde im Laufe der Zeit zugeschwemmt und wuchs immer mehr ein. Nachdem der Eiserne Vorhang 1989 aufgehoben war, wurde die Ziegelbrücke wieder öffentlich zugänglich. Offen war zu dieser Zeit nur noch ein Bogen, durch den der Rybniční potok/Mühlbach floss. 
Im März 2019 begann die Freilegung und Sanierung der Brücke. Die aus dem Interreg-Fonds finanzierten Arbeiten wurden im Juni 2020 abgeschlossen. Die Baukosten betrugen 35 Mio. Kronen. Im Juli 2020 wurde die vergessene Brücke mit dem Naturlehrpfad Portz Insel touristisch erschlossen.